# Scorpaena brevispina
Scorpaena brevispina är en fiskart som beskrevs av Hiroyuki Motomura och Hiroshi Senou 2008. Scorpaena brevispina ingår i släktet Scorpaena och familjen Scorpaenidae. Inga underarter finns listade i Catalogue of Life.